# Bayrisch-Polka
Die Bayrisch-Polka ist ein deutscher bzw. österreichischer Volkstanz. Sie ähnelt der Polka und ist verwandt mit dem Schottisch und dem Rheinländer.

## Name
In Bayern wird angenommen, die Namen Bayrisch-Polka, Boarischer, Polka Bairisch und ähnliche beziehen sich auf das eigene Land. In Österreich wird eher angenommen, es handle sich um die Verballhornung von Bäurisch, Bauernpolka oder Bauerntanz. Hinweis darauf sind etwa Aufzeichnungen aus dem oberösterreichischen Mühlviertel mit dem Namen Bäurisch Polca.
Sie ist ein in der zweiten Hälfte des 19. Jahrhunderts entstandener geselliger Paartanz im 2/4-Takt.

## Tanzbeschreibung
Man unterscheidet neben vielen anderen Varianten zwei Hauptformen:

### Offener Boarisch
Es gibt etliche verschiedene Tanzformen. Hier wird der Österreichische Grundtanz „Bayrisch-Polka“ beschrieben.
Ausgangsstellung im Flankenkreis nebeneinander, Tänzer innen, ohne Fassung.
- Takt 1: Mit 1 Wechselschritt, mit dem äußeren Fuß, schräg auseinander tanzen.
- Takt 2: Mit 1 Wechselschritt, mit dem inneren Fuß, schräg zueinander tanzen.
- Takt 3–4: Geschlossene Fassung. Mit 4 Dreherschritten zweimal rechts / im Uhrzeigersinn herumtanzen.

### Figuren-Boarisch
Auch hier gibt es etliche verschiedene Tanzformen. Beschrieben wird der „Lunzer Boarisch“:
Ausgangsstellung: Tänzer und Tänzerin halten einander in Gegenüberstellung an beiden Händen.
1. Takt: Tänzer einen Schritt links seitwärts und rechtes Bein vor dem linken kreuzen. Tänzerin dasselbe in der Richtung des Tänzers.
2. Takt: Tänzer und Tänzerin dasselbe in entgegengesetzter Richtung
3.–4. Takt: Tänzer löst seine Linke von der Rechten der Tänzerin und dreht diese mit seiner erhobenen Rechten rasch zweimal rechts herum. Dann greift er mit seiner Linken unter ihrem ausgestreckten linken Arm durch nach der in ihrem Kreuz liegenden Rechten der Tänzerin.
5.–6. Takt: Tänzer und Tänzerin schreiten in dieser Fassung mit vier Schritten einmal um ihre gemeinsame Achse: Fassung lösen und einander zuwenden.
7. Takt: Beide Klatschen je einmal auf die Oberschenkel, in die eigenen Hände und wiederholen dieses Klatschen.
8. Takt: Dreimaliges Klatschen in die in Brusthöhe erhobenen Hände des Gegenübers

### Bekannte Bayrisch-Polka-Melodien
- Druck nur zua, bekannt durch die Fernsehsendung Klingendes Österreich mit Sepp Forcher
- Gretlboarisch
- Rehragout